# Escucha de onda corta

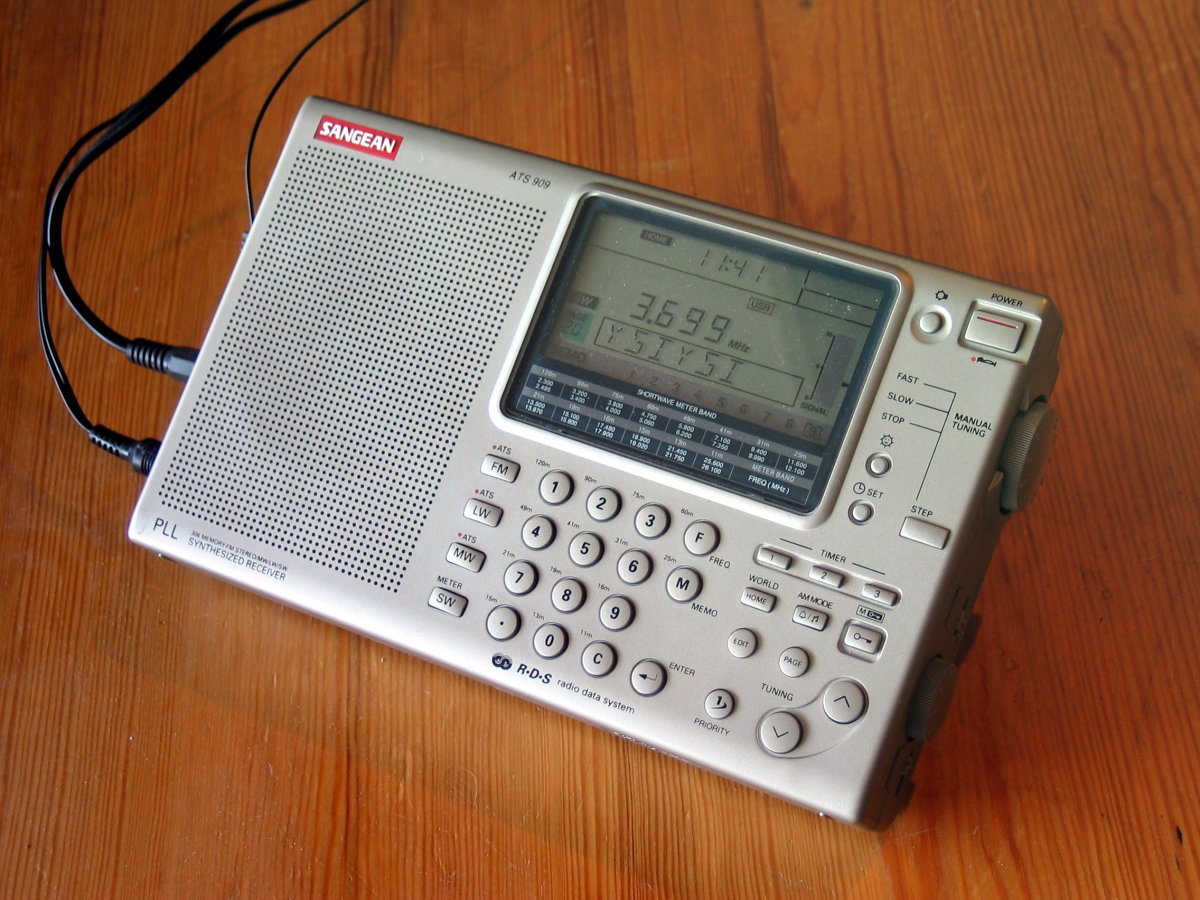
Un receptor de banda mundial Sangean ATS-909

La escucha de onda corta o SWLing, es el pasatiempo de escuchar emisiones de radio de onda corta localizadas en frecuencias entre 1700 kHz y 30 MHz (30 000 kHz).Los oyentes van desde usuarios ocasionales que buscan noticias internacionales y programas de entretenimiento, hasta aficionados inmersos en los aspectos técnicos de la recepción de radio de larga distancia y el envío y recogida de confirmaciones oficiales (tarjetas QSL) que documentan su recepción de emisiones remotas (DXing). En algunos países en desarrollo, la escucha de onda corta permite a las comunidades remotas obtener la programación regional que tradicionalmente ofrecían las emisoras locales de onda media en AM. En 2002, el número de hogares con capacidad para escuchar ondas cortas se estimaba en cientos de millones.
La práctica de escuchar la radio a larga distancia comenzó en la década de 1920, cuando se establecieron las primeras emisoras de onda corta en Estados Unidos y Europa. El público descubrió que la programación internacional estaba disponible en las bandas de onda corta de muchos receptores de radio de consumo y, como resultado, surgieron varias revistas y clubes de oyentes dedicados a esta práctica. La escucha de la onda corta fue especialmente popular en tiempos de conflicto internacional, como la Segunda Guerra Mundial, la guerra de Corea y la Guerra del Golfo Pérsico, y la BBC reanudó la transmisión durante la invasión rusa de Ucrania en 2022.
Los oyentes utilizan receptores de banda mundial portátiles de bajo coste para acceder a las bandas de onda corta, y algunos aficionados avanzados emplean receptores de comunicaciones de onda corta especializados que cuentan con tecnología digital, así como procesamiento digital de señales diseñado para una recepción óptima de las señales de onda corta, junto con antenas exteriores para mejorar el rendimiento. Muchos aficionados también optan por utilizar receptores de radio definidos por software por sus ventajas frente a las radios tradicionales.
Con la llegada de Internet, muchas emisoras internacionales han reducido o suprimido sus transmisiones de onda corta en favor de la distribución de programas a través de la web, mientras que otras están pasando de los modos de radiodifusión analógicos tradicionales a los digitales para permitir una distribución más eficiente de la programación de onda corta. El número de clubes organizados de escucha de onda corta ha disminuido junto con las revistas impresas dedicadas a la afición; sin embargo, muchos entusiastas siguen intercambiando información y noticias en la web.

## Historia
La práctica de escuchar emisoras lejanas en la banda AM de onda media se trasladó a las bandas de onda corta. Frank Conrad, uno de los pioneros de la radiodifusión en onda media con KDKA en Pittsburgh, instituyó algunas de las primeras emisiones en onda corta alrededor de 1921. Poco después le siguieron emisoras afiliadas a General Electric y Crosley.
Las emisoras de onda corta de Estados Unidos empezaron a transmitir programas de radio populares en un intento de atraer al público extranjero. Durante la década de 1930, aparecieron en el mercado nuevos receptores de onda corta, así como revistas y clubes populares de onda corta. Las emisoras de onda corta ofrecían a menudo tarjetas QSL únicas para los DXers que enviaban informes de recepción.
En Europa, las emisiones de onda corta desde Gran Bretaña y los Países Bajos, como la PCJJ de Philips Radio, comenzaron alrededor de 1927. Alemania, Italia, la Unión Soviética, Gran Bretaña y muchos otros países pronto les siguieron, y algunas emisoras clásicas de onda corta tuvieron su comienzo. La BBC comenzó a emitir en onda corta en 1932 con el nombre de "BBC Empire Service", y sus emisiones se dirigían principalmente a los angloparlantes. En 1939, Radio Moscú emitía por onda corta en inglés, francés, alemán, italiano y árabe. La Voz de América (o VOA) comenzó a emitir en 1942, tras la entrada de Estados Unidos en la Segunda Guerra Mundial, utilizando el tema musical Yankee Doodle.
Mientras que los aficionados a la escucha de onda corta con mentalidad técnica disminuyeron durante los años de guerra debido en parte a las exigencias del servicio militar, aumentaron los oyentes ocasionales que buscaban noticias de guerra de emisoras extranjeras. Los fabricantes de receptores de onda corta contribuyeron a la producción bélica. Zenith lanzó la serie de radios multibanda Trans-Oceanic en 1942. En otros países, durante la guerra, escuchar emisoras extranjeras era un delito. Creada en 1939, la emisora china de onda corta XGOY, de 35 kilovatios, emitía programas dirigidos a Japón, que tenía restringida la escucha. La emisora fue bombardeada a menudo por los japoneses.
En 1930, VE9GW en Bowmanville, Ontario (cerca de Toronto) salió al aire como una estación experimental. Aunque principalmente emitía de forma simultánea a su estación hermana de onda media CKGW en Toronto, también emitía el Club Internacional de Escucha de Onda Corta, dirigido a los DXers. Una vez que la estación aumentó su señal a 500 vatios en 1932, pudo ser escuchada en lugares tan lejanos como Europa, Sudáfrica y Nueva Zelanda en 6,095 MHz. En 1933, junto con otras emisoras canadienses de onda corta, comenzó a emitir Northern Messenger, un programa de correo que permitía enviar mensajes personales a los oyentes que se encontraban en lugares remotos del extremo norte. Este servicio se convirtió en un medio vital de comunicación entre los residentes de comunidades remotas y aisladas y sus amigos y parientes de otras comunidades del norte y del sur, y continuaría en CBC Radio (incluidas sus repetidoras de onda corta) hasta la década de 1970.

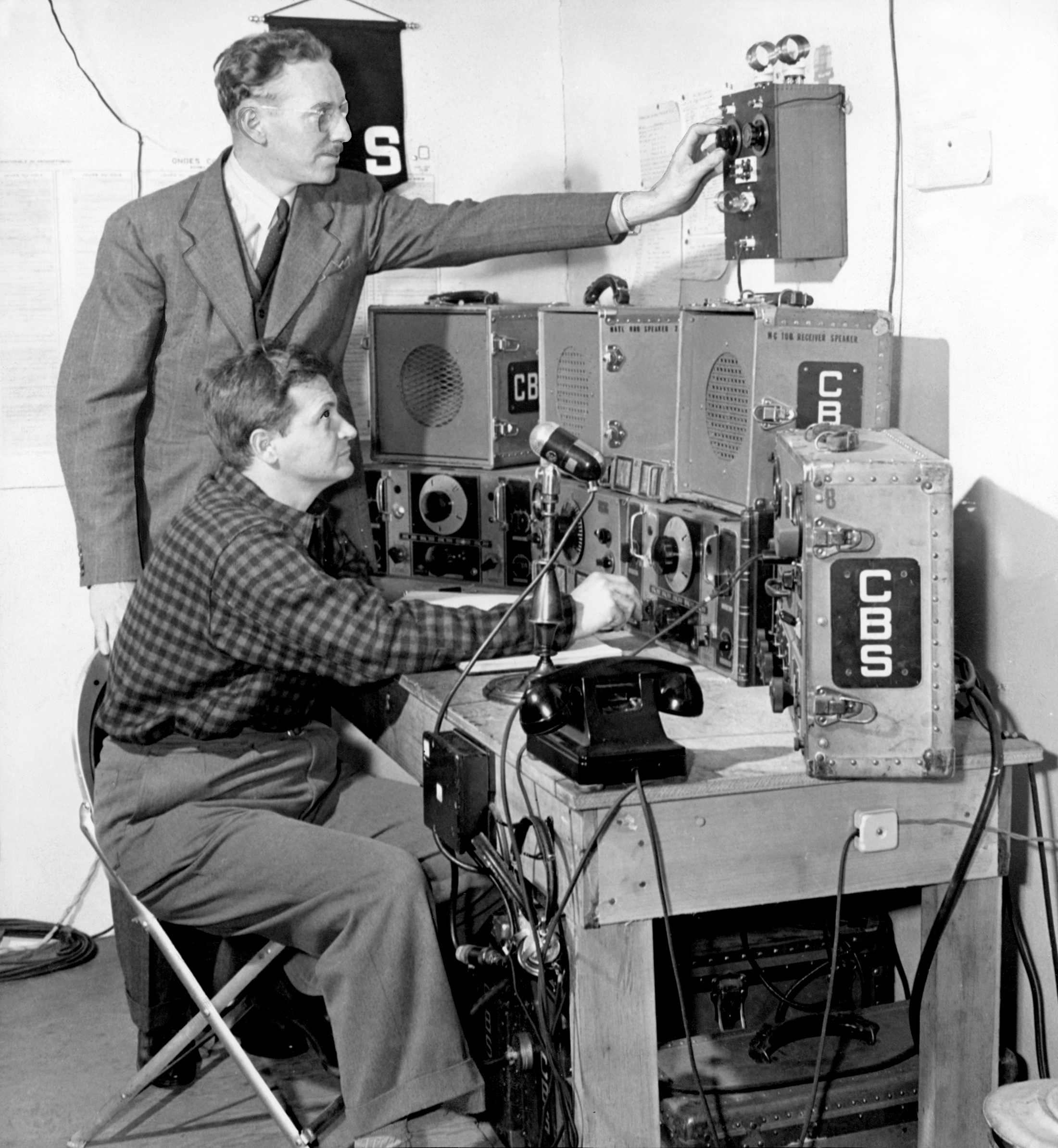
Puesto de escucha de onda corta de la CBS (mayo de 1941)

La CBS comenzó un programa de escucha de onda corta en septiembre de 1939, con carácter experimental, en los Campeonatos Nacionales de Tenis sobre Hierba en el West Side Tennis Club de Forest Hills, Nueva York. Los ingenieros instalaron equipos en la cabina de la CBS cuando se comprobó que el lugar tenía buena recepción, y los monitores retransmitieron noticias europeas de onda corta a la sede central de la CBS en Nueva York entre los partidos de tenis. Durante la Segunda Guerra Mundial, la CBS captó comunicaciones de onda corta de los Aliados y del enemigo procedentes de más de 60 emisoras internacionales a través de receptores situados en secreto. Las traducciones de las emisiones interceptadas se enviaban por teletipo a todos los periódicos de Nueva York, Associated Press, United Press International e International News Service, y a su vez se difundían a periódicos y emisoras de radio de todo Estados Unidos. A menudo se producían grandes titulares, ya que las grandes noticias solían aparecer primero en la radio.
Los oyentes de onda corta notificaban a las familias de los prisioneros de guerra cuando los locutores de las emisoras de los países del Eje, como Alemania y Japón, leían los mensajes escritos por los prisioneros. Los monitores aliados notificaron a las familias, pero muchos oyentes de onda corta fueron a menudo los primeros en informar de las emisiones.Sin embargo, se disuadió activamente a los estadounidenses de escuchar estos informes, ya que la difusión de los nombres de algunos prisioneros estadounidenses se consideraba un truco propagandístico para aumentar la audiencia de los programas de radio del Eje. En mayo de 1943, el director del puesto de escucha de la CBS, Jack Gerber, dijo al periodista W.L. Shirer que la Cruz Roja Internacional era la única fuente fiable de información sobre prisioneros, y expresó su preocupación por recibir seis o siete cartas a la semana solicitando transcripciones de emisiones alemanas en las que se pudiera haber mencionado a miembros del servicio:
- La única razón por la que los nazis emiten programas sobre prisioneros es para que la gente, justificadamente preocupada por los familiares desaparecidos en el frente, escuche su propaganda. Aunque muchos de los mensajes son indudablemente ciertos, no representan más que una pequeña fracción de nuestros prisioneros y no tenemos la seguridad de que muchos de ellos no sean falsos a partir de papeles recogidos en el campo de batalla.
- Lo que nos preocupa a algunos de nosotros son las consecuencias de escuchar las emisiones nazis; a menos que seas un oyente bien entrenado (y a menudo, incluso si lo eres). Los argumentos nazis a menudo suenan plausibles. Una persona puede escucharlos con todo el escepticismo del mundo, sabiendo que cada palabra es mentira. Pero si el contenido es lo suficientemente sensacionalista (y a menudo lo es) la fuente puede olvidarse con el tiempo, y aparece la mentira nazi, todo desprevenido.[12]

Oyentes neozelandeses de onda corta informaron de la emisión de voces de prisioneros de guerra a través de Radio Pekín durante la guerra de Corea.

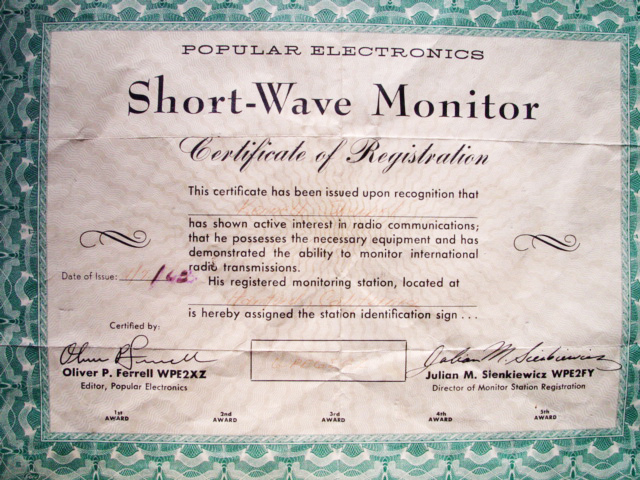
Certificado de registro del monitor de onda corta WPE c. 1963

En las décadas de 1950 y 1960, las columnas DX de onda corta en revistas de EE. UU. como "Sintonización de las bandas de onda corta" de Popular Electronics y "The Listener" de Electronics Illustrated se convirtieron en fuentes de noticias para los radioescuchas serios. El programa "WPE Monitor Registration" de Popular Electronics, iniciado en 1959, ofrecía incluso identificadores de indicativo a los radioaficionados. Durante estas décadas también surgieron varios clubes de radio especializados, como el Newark News Radio Club, que proporcionaron a los radioaficionados un intercambio de noticias e información DX. Cuando Popular Electronics y revistas similares ampliaron la cobertura de nuevos temas de electrónica en la década de 1970, esto llevó a la cancelación de varias columnas de escucha de onda corta de larga duración.
Comenzando con Sweden Calling DXers en Radio Suecia en 1948,(hubo un programa anterior de corta duración de Radio Australia), muchas estaciones de radio de onda corta comenzaron programas que proporcionaban noticias. Otros programas DX destacados fueron el DX Jukebox de Radio Netherlands (que se convirtió en Media Network), el SWL Digest de Radio Canada International, y el Swiss Shortwave Merry-go-round de Swiss Radio International.
Un ejemplo de programación de onda corta notable fue el Happy Station Show, popularmente llamado "el programa de radio de onda corta más longevo del mundo". El programa comenzó en la emisora de onda corta PCJJ de Philips Radio en 1928 y continuó hasta 1940. Tras la Segunda Guerra Mundial, Radio Nederland emitió el programa desde 1946 hasta su final en 1995. El productor y presentador Keith Perron, de PCJ Media, con sede en Taiwán, revivió Happy Station desde 2009 hasta 2020. Aunque no estaba asociada a Radio Nederland, se proclamaba como una emisora "transmitida globalmente a través de onda corta, podcasting y streaming de radio por Internet".
Durante la Guerra del Golfo Pérsico, en la década de 1990, muchos estadounidenses sintonizaron emisiones de noticias extranjeras en onda corta. Algunos minoristas de electrónica incluso informaron de una "avalancha" de receptores portátiles de onda corta debido al creciente interés de la época.

## Prácticas
Escuchar emisoras de onda corta para recibir noticias y programas informativos es habitual, pero para muchos oyentes de onda corta (abreviados como "SWLs"), el objetivo es recibir tantas emisoras de tantos países como sea posible, también conocido como DXing. Los "DXers" ponen a prueba de forma rutinaria los límites de sus sistemas de antena, radios y conocimientos de radiopropagación. Los intereses especializados de los oyentes de onda corta pueden incluir la escucha de transmisiones de utilidad de onda corta, o "ute", como señales de navegación, navales, de aviación o militares, la escucha de señales de inteligencia (estaciones de números) o la sintonización de estaciones de radioaficionados.

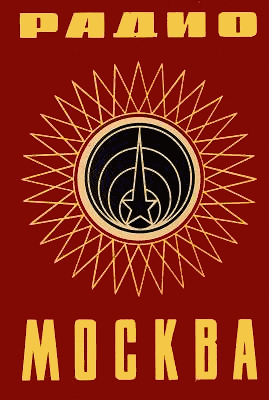
Una tarjeta QSL de Radio Moscú de 1969

Los radioyentes suelen obtener tarjetas QSL (que confirman el contacto) de radioaficionados, emisoras o estaciones de servicio como trofeos de la afición. Tradicionalmente, los oyentes enviaban cartas a la estación con informes de recepción y solicitudes de horarios. En la actualidad, muchas estaciones aceptan correos electrónicos o proporcionan formularios de informes de recepción en sus sitios web. Los informes de recepción proporcionan información valiosa sobre propagación e interferencias a los ingenieros de la estación.
Ha habido varias publicaciones dedicadas a proporcionar información a los oyentes de onda corta, incluyendo las revistas Popular Communications (ahora un "suplemento digital" de la revista CQ Amateur Radio), Monitoring Times (ahora extinta), y The Spectrum Monitor, una publicación sólo digital, en los Estados Unidos, y las publicaciones anuales Passport to World Band Radio (ahora extinta) y el World Radio TV Handbook (WRTH). Además, las emisoras pueden facilitar los horarios de emisión por correo postal o electrónico. También hay programas de radio de onda corta dedicados a la escucha de onda corta y DXing, como World of Radio y DXing With Cumbre, con sede en EE. UU., pero recientemente estos programas han sido reducidos o abandonados por muchas emisoras internacionales. Desde 2007, Radio Habana Cuba sigue presentando un programa llamado DXers Unlimited.
Se estima que hay millones de oyentes de onda corta. En 2002, según la Asociación Nacional de Radiodifusores de Onda Corta, para el número estimado de hogares con al menos un equipo de onda corta en funcionamiento, Asia lideraba con una gran mayoría, seguida de Europa, África Subsahariana y la antigua Unión Soviética, respectivamente. El número total estimado de hogares en todo el mundo con al menos un equipo de onda corta en funcionamiento se estimaba en 600 millones. Los SWL son muy variados, sin edad ni ocupación comunes. David Letterman es un fan confeso de la British Broadcasting Corporation (BBC).
Algunos países en desarrollo utilizan la onda corta como medio para recibir programación local y regional. China y Rusia retransmiten por onda corta algunos canales nacionales dirigidos a oyentes de provincias lejanas. La onda corta también se utiliza como herramienta educativa en las aulas. La mala reproducción del sonido, la calidad poco fiable de la señal y la rigidez del acceso se consideran desventajas.
Algunas organizaciones humanitarias, como Ears to Our World, distribuyen radios de onda corta portátiles y autoalimentadas a las zonas menos desarrolladas del planeta, lo que permite a los habitantes de zonas remotas y empobrecidas recibir programas educativos, noticias locales e internacionales, información de emergencia y música. Recientemente, el grupo participó en el envío de radios a Haití para que las víctimas del terremoto de 2010 pudieran estar al tanto de los esfuerzos locales de recuperación.

## Equipo
Las radios para la recepción de onda corta suelen ser más potentes que las destinadas a la banda local de onda media, onda larga o FM, ya que la recepción fiable de señales de onda corta requiere una radio con mayor sensibilidad, selectividad, rango dinámico y estabilidad de frecuencia. Los receptores de radio de onda corta modernos son relativamente baratos y fácilmente accesibles, y muchos aficionados utilizan receptores portátiles de "banda mundial" y antenas telescópicas incorporadas.
Los aficionados serios pueden utilizar receptores de comunicaciones (de onda corta) caros y antenas exteriores situadas lejos de fuentes de ruido eléctrico, como un dipolo fabricado con alambre y aislantes.

## Futuro de la escucha de onda corta
El auge de Internet ha provocado que muchas emisoras cesen sus transmisiones de onda corta en favor de la difusión a través de la World Wide Web. Cuando el Servicio Mundial de la BBC interrumpió su servicio a Europa, Norteamérica, Australasia y el Caribe, generó muchas protestas y grupos de activistas como la Coalición para Salvar el Servicio Mundial de la BBC.Varias emisoras de onda corta tradicionalmente destacadas han desaparecido o recortado sus operaciones: Radio Moscú, Radio Países Bajos, Rai Italia Radio y Radio Australia son algunas de las que han dejado de emitir en onda corta. Aunque la mayoría de las principales emisoras siguen reduciendo sus transmisiones analógicas en onda corta o las interrumpen por completo, la onda corta sigue activa en regiones en desarrollo como partes de África, Asia meridional y Latinoamérica.
Algunas emisoras internacionales han optado por un modo digital de radiodifusión llamado Digital Radio Mondiale para sus salidas de onda corta. Una de las razones es que las emisiones digitales de onda corta que utilizan DRM pueden cubrir la misma región geográfica con mucha menos potencia de transmisión -aproximadamente una quinta parte- que las emisiones tradicionales en modo AM, lo que reduce significativamente el coste eléctrico de explotación de una emisora. Una estación internacional de onda corta AM (analógica) tradicional puede tener una potencia nominal de 50 kilovatios hasta 1000 kilovatios por transmisor, con niveles de potencia típicos en el rango de 50-500 kilovatios. Con el respaldo de la UIT, se ha aprobado como norma internacional para las emisiones digitales en las bandas de HF (onda corta). Una emisión DRM rivaliza con la calidad mono de FM y también puede enviar imágenes gráficas y páginas web a través de un canal de información independiente.
La onda corta también sigue siendo popular entre algunos expatriados que sintonizan transmisiones de onda corta desde su país de origen. Además, hay varios receptores de onda corta controlados remotamente en todo el mundo disponibles para los usuarios en la web. Aunque los radioaficionados informan de que el número de clubes de escucha de onda corta ha disminuido y las revistas impresas dedicadas a la afición son escasas, entusiastas como Glenn Hauser y otros siguen poblando sitios web y originando podcasts dedicados a esta afición.